# 穿制服的女孩
《穿制服的女孩》是一部1931年的德国浪漫剧情片，改编自克里斯塔·温斯洛（Christa Winsloe）的戏剧《昨天与今天》（Gestern und heute），由莱昂婷·萨根（Leontine Sagan）执导，艺术指导由卡尔·弗罗里希（Carl Froelich）负责，他也为该片提供了资金。温斯洛还编写了电影的剧本，并在拍摄期间亲临片场。由于电影中明显且公开的同性恋主题，该片至今仍是国际上备受推崇的邪典电影，并广受影评人赞誉。

## 劇情
玛努埃拉·冯·梅恩哈迪斯（Manuela von Meinhardis）的母亲在她年幼时去世，父亲在军队服役，她被送到由传统而严厉的冯·诺尔德克·茨尔·尼登小姐（Fräulein von Nordeck zur Nidden）管理的女子寄宿学校。玛努埃拉在这个严格的环境中感到格格不入。在目睹了冯·伯恩堡小姐（Fräulein von Bernburg）对其他女孩的关爱后，玛努埃拉对她的老师产生了炽热的爱慕。这段爱恋从一个晚安吻开始。在她入校的第一晚，玛努埃拉得到了这个晚安吻，而這位老师通常会在所有女孩的额头上吻别，但冯·伯恩堡小姐却在她的嘴唇上亲吻了她。
由于没有准备好冯·伯恩堡小姐课堂上的背诵任务，玛努埃拉被要求到她的房间。冯·伯恩堡小姐评论了玛努埃拉衣服的状况，然后给了她自己的一件衬裙。玛努埃拉开始哭泣，过了一会儿，她向冯·伯恩堡小姐表白了自己的爱意，然而冯·伯恩堡小姐告诉她，自己不能给予玛努埃拉特殊的待遇。不久后，另一名学生伊尔萨·冯·韦斯特哈根（Ilsa von Westhagen）写了一封信给父母，描述了学校的情况，请一位工人将信偷偷带出校外。
当女孩们准备为校长的生日表演弗里德里希·席勒的戏剧《唐·卡洛斯》时，玛努埃拉饰演了男主角唐·卡洛斯。伊尔萨也应该扮演一个重要角色，但由于她的信被退回学校，她被禁止参加演出。演出获得了成功，冯·伯恩堡小姐被感动了。在庆祝派对上，女孩们喝到了含有酒精的饮料。玛努埃拉在醉酒后向所有人表白了她对冯·伯恩堡小姐的爱，并告诉大家关于衬裙的事。校长听到了这些话，玛努埃拉在演讲后晕倒了。
校长将她关进了单独的房间，但在公爵夫人到校后，玛努埃拉被转移出单独房间。公爵夫人（玛尔特·海因 Marte Hein 饰）离开后，校长指责冯·伯恩堡小姐与学生们过于亲近。冯·伯恩堡小姐把玛努埃拉叫到办公室，并解释说玛努埃拉以后不得再与她交谈。
离开冯·伯恩堡小姐的办公室后，玛努埃拉准备从主楼梯上跳下。女孩们救了她，冯·伯恩堡小姐和校长都感到震惊。电影以所有女孩目送校长缓慢地走下楼梯并走过走廊的沉默镜头结束。

## 演員
- 埃米莉亚·温达（Emilia Unda） 饰 校长冯·诺尔德克·茨尔·尼登小姐
- 多萝西娅·威克（Dorothea Wieck） 饰 女教师冯·伯恩堡小姐
- 赫尔塔·蒂勒（Hertha Thiele） 饰 玛努埃拉·冯·梅恩哈迪斯
- 赫德维格·施利特尔（Hedwig Schlichter） 饰 冯·凯斯滕小姐
- 埃伦·施瓦内克（Ellen Schwanneke） 饰 伊尔萨·冯·韦斯特哈根
- 艾莉卡·曼 饰 冯·阿特姆斯小姐
- 格特鲁德·德·拉尔斯基（Gertrud de Lalsky） 饰 冯·埃伦哈特阁下，玛努埃拉的姑妈
- 玛尔特·海因（Marte Hein） 饰 公爵夫人，学校的保护者
- 莱纳·贝尔多特（Lene Berdolt） 饰 冯·加施纳小姐
- 莉斯·谢尔巴赫（Lisi Scheerbach） 饰 梅德莫瓦赛尔·乌叶利
- 玛乔里·博德克（Margory Bodker） 饰 埃文斯小姐
- 埃尔瑟·埃塞尔（Else Ehser） 饰 衣柜管理员艾莉丝
- 伊尔萨·温特（Ilse Winter） 饰 玛尔加·冯·拉索
- 夏洛特·维特豪尔（Charlotte Witthauer） 饰 伊尔萨·冯·特赖施克
- 埃里卡·比布拉赫（Erika Biebrach） 饰 莉莉·冯·卡特纳
- 埃塞尔·雷施克（Ethel Reschke） 饰 奥达·冯·奥尔德斯莱本
- 安娜玛丽·冯·罗赫豪森（Annemarie von Rochhausen） 饰 孟斯伯格的埃德尔加德伯爵夫人
- 伊尔萨·维格多尔（Ilse Vigdor） 饰 安妮莉泽·冯·贝肯多夫
- 芭芭拉·皮克（Barabara Pirk） 饰 米娅·冯·沃林
- 多丽丝·塔尔默（Doris Thalmer） 饰 玛丽琛·冯·埃克

## 製作
温斯洛的舞台剧之前曾以《内雷斯坦骑士》（Knight Nérestan）的名字在莱比锡上演，赫尔塔·蒂勒（Hertha Thiele）和克莱尔·哈登（Claire Harden）担任主角。在莱比锡演出后，该剧以《昨天与今天》（Gestern und Heute）的名字在柏林的舞台上演，演员阵容有所改变，且這次剧中更加明显的同性恋主题在後來的电影中則被略微弱化。
由于大部分演员都曾在舞台上扮演相同的角色，影片能够在55,000 ℛ︁ℳ︁的低预算下快速制作完成。影片主要在波茨坦的军事孤儿院拍摄，现在那里是一所女子教师培训学院。卡尔·弗罗里希在柏林滕珀爾霍夫的工作室也被使用。影片的原名是《昨天与今天》（Gestern und heute），但考虑到票房成功的可能性，这个名字被认为过于平淡，于是被更改。雖然声音在當時的电影史上只出現了两年，但仍被巧妙地运用。
这部电影的突破在于它拥有全女性演员阵容；对同性恋“教育学的性愛”（参见古斯塔夫·温肯 Gustav Wyneken）和同性恋情感的同情描绘，围绕着十四岁女孩（玛努埃拉）对老师（冯·伯恩堡小姐）的炽热爱恋；以及合作和利润共享的财务安排（雖然沒能實現）。
经过多次试镜，温斯洛坚持让朋友蒂勒扮演主角。导演萨根更喜欢吉娜·法尔肯贝格（Gina Falckenberg），她在柏林的舞台上曾扮演过该角色，但蒂勒不仅在莱比锡饰演过玛努埃拉，还在费迪南德·布鲁克纳（Ferdinand Bruckner）的舞台剧《生物》（Die Kreatur）中饰演过一名年轻的同性恋者。虽然拍摄开始时她已经23岁，但仍被认为更能胜任饰演一个14岁女孩的角色。

## 反響
这部电影在柏林的女同性恋俱乐部中产生了一些影响，但很大程度上被《藍天使》（1930年）的持续成功所掩盖。不過，这部电影确实收到了来自德国各地观众的大量粉丝信，并被认为在欧洲大部分地区取得了成功。赫尔塔·蒂勒（饰演玛努埃拉）的吻特别受欢迎，甚至有一个发行商要求更多类似的親吻镜头，以拼接到电影的拷贝中。
从在柏林首映到1934年，这部电影据说已收入约600万ℛ︁ℳ︁。儘管演员和工作人员在集体创作的过程中只得到了正常工资的四分之一，但也没有人从这600万國家馬克中获得任何份额。蒂勒后来暗示，这些利润大多被制片人留下了。
这部电影還在德国以外发行過，并在罗马尼亚大获成功。蒂勒在1980年的一次采访中说，当这部电影在罗马尼亚首次上映时，学校剧场的场景引发了一种“长袜和亲吻”的热潮。这部电影还在日本、美国、英国和法国发行。
《穿制服的女孩》在1932年威尼斯电影节上赢得了“最佳技术完善奖”观众投票，1934年获得日本東京《电影旬报》“最佳外语片奖”。
后来，为了迎合纳粹理想，影片采用了另一结局，使这部电影能够继续在德国影院放映。最终，即使是这种版本的电影也被纳粹政权禁止，纳粹政权据称曾试图销毁所有现存的拷贝。但到那时，有几部拷贝已分散到世界各地。导演莱昂婷·萨根和许多与这部电影有关的人在影片被禁后不久逃离了德国。许多演员和工作人员是犹太人，那些无法逃离德国的人死在了集中营。助理导演沃尔特·萨珀（Walter Supper）在得知他的犹太妻子将被逮捕时自杀了。
《穿制服的女孩》雖然被禁，但还是被许多讲述女性之间亲密关系的德国电影所追随，例如《船上的八个女孩》（Acht Mädels im Boot，1932年）和《安娜与伊丽莎白》（Anna und Elizabeth，1933年），其中也有威克和蒂勒主演。
据说这部电影启发了1949年多萝西·布西（Dorothy Bussy）写的小说《奧利維亞》（Olivia），这本小说有着非常相似的主题，并于1951年被改编成法国电影《奧利維亞》，由贾奎琳·奥德瑞（Jacqueline Audry）导演。
1958年，德国翻拍了这部电影。1958年的《穿制服的女孩》由冯·拉德万伊（Géza von Radványi）导演，莉莉·巴露瑪、罗密·施奈德和特蕾莎·吉泽（Therese Giehse）主演。在这部翻拍中，对普鲁士中心的政治批评和主人公之间的爱情故事被淡化。玛努埃拉开始把弗劳琳·冯·伯恩堡（Fräulein von Bernburg）视为母亲般的人物，而不是浪漫的对象。
1950年在墨西哥也制作了另一部翻拍版。这部电影名为“Muchachas de uniforme”，由阿尔弗雷多·B·克雷文纳（Alfredo B. Crevenna）导演。其他受《穿制服的女孩》主题启发的电影還有《少女情懷總是攣》（加拿大2001年）和《戀戀師情》（凱瑟琳·布魯克斯 Katherine Brooks，2006年）。《穿制服的女孩》还启发了勒内·波莱施（René Pollesch）的戏剧《穿制服的女孩——走出自我实现的道路》（Mädchen in Uniform -- Wege aus der Selbstverwirklichung），该剧于2010年在汉堡德国剧院上演。
自电影上映以来，《穿制服的女孩》传达的信息——以及电影象征的内容——一直受到评论家的广泛讨论；克里斯塔·温斯洛和莱昂婷·萨根制作电影的意图备受争议。B·魯迪·瑞奇（B. Ruby Rich）认为它是“关于以社会和谐名义进行的性压抑的电影，关于缺席的父权制及其存在形式，关于女性之间的吸引力而非排斥的纽带，以及伴随着女同性恋性欲识别而释放的力量。”虽然很少有分析质疑这部电影的同性恋信息，但关于这部电影是否是1930年代的世界以及希特勒与纳粹党的崛起的成功寓言则存在更多争议。
在1947年出版的《从卡里加里到希特勒》（From Caligari to Hitler）一书中，德国影评人齊格弗里德·科拉考爾认为这部电影未能完全摆脱权威统治，因为“在整部电影中，没有暗示权威行为可能被民主行为所取代的可能性。”据科拉考爾说，这体现在从冯·伯恩堡小姐的角色到对玛努埃拉的处理，再到电影结尾玛努埃拉自杀未遂后校长被迫离开学校的多个地方。电影结尾的号角象征着“权威原则没有受到动摇。校长将继续掌权。任何可能的权威纪律的软化只会有利于其保存。”然而，许多人反驳了这一论点，例如尼娜·齐敏克（Nina Zimink），她同意号角象征着校长離開后并非一切都完美，认为它们象征着在一个相当黯淡的世界中“乐观的政治发展”。虽然有一些评论家，如丽莎·欧姆（Lisa Ohm）和洛特·H·艾斯纳（Lotte H. Eisner），在某些方面同意齊格弗里德的观点，但主要的观点还是远离这种批评观点。瑞奇认为电影是毫无掩饰的同性恋电影，指出“电影的介入是对在父权社会中视这一全女性空间为‘自由区’的解毒剂，这可以被视为不仅在楼梯或校长的具体形式中，而且在校门外等待的同样威胁的外部权威形式中占主导地位。”还有像维罗妮卡·梅耶（Veronika Mayer）这样的思想家认为这部电影是“解放性的”，尤其是在与1958年的电影相比时，后者对玛努埃拉和冯·伯恩堡小姐之间的女同性恋关系更加胆怯，转而将其呈现为母爱连接。

## 审查和现存版本
1931年10月1日，在第一次检查委员会放映时，对《穿制服的女孩》实施了禁令，禁止年轻人观看。1932年4月8日，确认了2480米缩短版的决定。
这部电影在国际上发行并非常成功。该片在日本、美国、法国、英国和墨西哥尤其取得了成功。1934年，这部电影带来了600万國家馬克的收入，而制作成本仅为5.5万國家馬克。
在德国国家社会主义统治期间，《穿制服的女孩》被帝国宣传部长約瑟夫·戈培爾禁映。这部电影只被允许在国外放映。这一禁令并非完全因为电影的女同性恋主题，而是因为对普鲁士残酷无情的描绘以及对权威和纪律的批评。
1949年12月8日的FSK评级中，该片再次获准放映，限制被解除。之后，电影被非正式地以录像形式在妇女中心播放。随后，1977年西德广播组织决定播映这部电影，这是第一次公开放映。
这部电影在美国幾乎被禁，不过埃莉诺·罗斯福高度评价了这部电影，使得這部電影於1932-33年在美國限量上映。這部電影的拷貝在大战中倖存下來，但在20世紀70年代前一直受到嚴格審查，直到1977年才在德國電視上再次放映。
1978年，Janus Films和Arthur Krim在美國限量重新發行了35毫米影片，包括有一次舊金山的Roxie電影院放映。同樣在1978年，Janus Films發行了這部電影的录像带版本，附有英文字幕。
英國電影協會在美國（1994年）和英國（2000年）發行过各自的版本。

## 现代观点
这部电影产生了持久的影响，既因为其大胆地描绘了不受审查的女同性恋欲望和关系，也因为它能够在设定于第一次世界大战前的普魯士背景下，刻画出1930年代的德国政治景观。尽管齊格弗里德·科拉考爾和丽莎·欧姆等评论家批评这部电影在对法西斯主义的描写上过于胆怯，许多当代和现代的思想家却称赞了这部电影对这些问题的评论。英国诗人和小说家斯蒂芬·斯彭德是作家克里斯多福·伊舍伍的密友，他对像音乐剧《歌厅》这样的作品极为批评，这部音乐剧改编自伊舍伍的小说《别了，柏林》。他说：“在电影《歌厅》中，没有一顿饭或一个俱乐部是克里斯多福和我能负担得起的。”然而，他却称《穿制服的女孩》为“杰作”，因为它能够展现当时的环境。
2021年2月18日，英國電影協會在一场以《莫里斯的情人》《斷背山》和《爱的甘露》等同志电影为主的“大银幕经典”季中放映了这部电影，并表示“它呼吁革命性的同理心……是永恒的”，这一事实因这部电影是该季中年代最早的影片之一而得到了强化。同年，2021年11月30日，电影的“标准收藏”版本发布。作为一家公司，“标准收藏”致力于“出版来自世界各地的重要经典和当代电影……以最先进的修复技术，并配有特殊功能，以鼓励观众反复观看并加深对电影艺术的欣赏。”阿曼达·李·科（Amanda Lee Koe）在随附“标准收藏”版本发布的文章中写道：“这部电影属于那些试图在壓制的结构中找到自己和彼此的女性。”

## 流行文化
- 在安东尼·鲍威尔（Anthony Powell）的小说《接受世界》（The Acceptance World，1955年）中，叙述者尼克·詹金斯在1931年新年前夜重逢了初恋珍·坦普勒，当时珍和嫂子莫娜刚从伦敦丽兹酒店看完这部电影回来。珍由哥哥彼得陪伴。尼克（看过这部电影）因告诉老校友彼得（未看过）这部电影主要不是关于女同性恋而被轻微嘲笑。
- 在电影《第三情》（1990年）中，这部电影是主角们经常光顾的小型艺术电影院放映的电影之一。
- 据报道，电影《戀戀師情》（2006年）受到了《穿制服的女孩》的启发。
- 奥地利乐队Nachtmahr在2009年发行的专辑“Mädchen in Uniform”也受到这部电影的启发。